# Ornella Elsa Ngassa Sokeng
Ornella Elsa Ngassa Sokeng, née le 11 juillet 1998, est une taekwondoïste camerounaise.

## Carrière
Ornella Elsa Ngassa Sokeng dispute les Jeux olympiques de la jeunesse d'été de 2014 à Nankin, sans obtenir de médaille. Quatre ans plus tard, elle est médaillée de bronze des moins de 62 kg aux Championnats d'Afrique 2018 à Agadir.